# Mike Maignan
Mike Maignan (3. červenec 1995 Cayenne, Francouzská Guyana) je francouzský fotbalový brankář, který hraje v italském Milánu a ve francouzském národním týmu.

## Přestupy
- z Paris Saint-Germain FC do Lille OSC za 1 000 000 Euro
- z Lille OSC do AC Milán za 16 400 000 Euro

## Kariéra

### Klubová
Maignan se narodil v Cayenne ve Francouzské Guyaně haitské matce a francouzskému otci.

#### PSG
Maignan je odchovancem Paris Saint-Germain, do jejíž akademie nastoupil v roce 2009. Účastnil se Juniorské ligy 2013/14, v níž se jeho tým dostal do čtvrtfinále, kde byl vyřazen Realem Madrid.
V červnu 2013 podepsal Maignan svou první profesionální smlouvu na tři roky. 18. prosince téhož roku se poprvé dostal na lavičku náhradníků, a to při výhře 2:1 nad Saint-Étienne v osmifinále Coupe de la Ligue. 19. ledna 2014 byl nevyužitým náhradníkem v ligovém utkání, při výhře 5:0 nad Nantes v Parc des Princes byl náhradníkem za Salvatora Sirigua.

#### Lille
V srpnu 2015 přestoupil Maignan do Lille OSC za částku 1 milionu euro, v klubu podepsal pětiletou smlouvu. Debutoval 18. září při remíze 1:1 proti Rennes, když v 69. minutě nastoupil místo vyloučeného Vincenta Enyeamy. Ihned po střídání čelil pokutovému kopu, který však Paul-Georges Ntep neproměnil.
Na začátku sezóny 2017/18 jej manažer Marcelo Bielsa zvolil brankářskou jedničkou na úkor zkušeného Enyeamy. Ve druhém ligovém zápase sezóny, při prohře 3:0 proti Štrasburku, byl vyloučen za hození míče na soupeře a útočník Nicolas de Préville musel na poslední minuty jít do branky na místo Maignana. V následující sezóně byl za své výkony zvolen brankářem roku v Ligue 1, když pomohl týmu k druhému místu v lize. V 38 ligových zápasech inkasoval 30 branek, udržel 17 čistých kont a chytil tři penalty.
V sezóně 2020/21 pomohl Maignan klubu k zisku titulu v Ligue 1 s náskokem jednoho bodu na PSG. Maignan vychytal v ročníku 21 čistých kont, druhý Keylor Navas udržel čistých štítů 15.

#### Milán
Dne 27. května 2021 přestoupil do Milána za částku okolo 15 miliónů euro. V klubu podepsal pětiletou smlouvu. První utkání odehrál 23. srpna proti Sampdorii (1:0). První sezona u Rossoneri vyšla výborně. I díky němu se klub po 11 letech radoval ze zisku titulu se kterým pomohl ve 32 utkání, když dostal jen 21 branek a byl po právu vyhlášen nejlepším brankářem v lize. V následující sezoně se na dlouho zranil a přišel o účast na MS 2022. I tak stihl konec sezony a zachránil klub, když se umístil na 4. místě. V LM pomohl klubu postoupit do semifinále, kde byl vyřazen městským rivalem Interem.
Dne 20. ledna 2024 bylo přerušeno utkání italské nejvyšší fotbalové soutěže mezi AC Milán a Udinese kvůli chování domácích fanoušků. Ti od nástupu Maignana napodobovali opičí zvuky. Rozhodčí Fabio Maresca přerušil hru ve 38. minutě po vytrvalém rasistickém skandování, které přimělo francouzského brankáře rozhořčeně opustit hřiště. 

### Reprezentační
V květnu 2019 obdržel první pozvánku do francouzské reprezentace, a to na zápasy kvalifikace na Euro 2020 proti Turecku a Andoře a na přátelský zápas proti Bolívií. Debutoval 7. října 2020, když o poločase přátelského utkání proti Ukrajině vystřídal Steva Mandandu. V květnu 2021 byl povolán na Euro 2020.

## Statistika

### Klubová
| Sezóna          | Klub            | Liga            | Liga   | Liga      | Ligové poháry | Ligové poháry | Ligové poháry | Kontinentální poháry | Kontinentální poháry | Kontinentální poháry | Celkem | Celkem    |
| Sezóna          | Klub            | Soutěž          | Zápasy | Obd. Góly | Soutěž        | Zápasy        | Obd. Góly     | Soutěž               | Zápasy               | Obd. Góly            | Zápasy | Obd. Góly |
| --------------- | --------------- | --------------- | ------ | --------- | ------------- | ------------- | ------------- | -------------------- | -------------------- | -------------------- | ------ | --------- |
| 2015/16         | Lille           | Ligue 1         | 4      | 3         | FP+FLP        | 0+1           | 0             | -                    | 0                    | 0                    | 5      | 4         |
| 2016/17         | Lille           | Ligue 1         | 7      | 7         | FP+FLP        | 4+1           | 4+3           | EL                   | 0                    | 0                    | 12     | 14        |
| 2017/18         | Lille           | Ligue 1         | 34     | 53        | FP+FLP        | 1+1           | 2+2           | -                    | 0                    | 0                    | 36     | 57        |
| 2018/19         | Lille           | Ligue 1         | 38     | 33        | FP+FLP        | 3+1           | 2+2           | -                    | 0                    | 0                    | 42     | 37        |
| 2019/20         | Lille           | Ligue 1         | 28     | 27        | FP+FLP        | 3+0           | 4             | LM                   | 6                    | 14                   | 37     | 45        |
| 2020/21         | Lille           | Ligue 1         | 34     | 22        | FP            | 2             | 3             | EL                   | 8                    | 12                   | 44     | 37        |
| Celkem za Lille | Celkem za Lille | Celkem za Lille | 149    | 146       | -             | 17            | 23            | -                    | 14                   | 26                   | 180    | 195       |
| 2021/22         | Milán           | Serie A         | 32     | 21        | IP            | 4             | 4             | LM                   | 3                    | 7                    | 39     | 32        |
| 2022/23         | Milán           | Serie A         | 22     | 21        | IP+IS         | 0+0           | 0+0           | LM                   | 7                    | 6                    | 29     | 27        |
| 2023/24         | Milán           | Serie A         | 29     | 34        | IP            | 1             | 2             | LM+EL                | 6+6                  | 8+8                  | 42     | 52        |
| 2024/25         | Milán           | Serie A         | 37     | 41        | IP+IS         | 3+2           | 2+3           | LM                   | 10                   | 12                   | 52     | 58        |
| Celkem za Milán | Celkem za Milán | Celkem za Milán | 120    | 117       | -             | 10            | 11            | -                    | 32                   | 41                   | 162    | 169       |
| Celkově         | Celkově         | Celkově         | 269    | 263       | -             | 27            | 34            | -                    | 46                   | 67                   | 342    | 364       |

### Reprezentační

#### Statistika na velkých turnajích
| Reprezentace | Rok     | Zápasy                      | Zápasy | Zápasy      | Zápasy           | Zápasy           | Zápasy            |
| Reprezentace | Rok     | Fáze turnaje                | Datum  | Soupeř      | Odehraných minut | Vstřelené branky | Výsledek          |
| ------------ | ------- | --------------------------- | ------ | ----------- | ---------------- | ---------------- | ----------------- |
| Francie      | ME 2020 | Neodehrál žádné ze 4 utkání |        |             |                  |                  |                   |
| Francie      | ME 2024 | 1 zápas ve skupině D        | 17. 6. | Rakousko    | 90               | 0                | 1:0               |
| Francie      | ME 2024 | 2 zápas ve skupině D        | 21. 6. | Nizozemsko  | 90               | 0                | 0:0               |
| Francie      | ME 2024 | 3 zápas ve skupině D        | 25. 6. | Polsko      | 90               | 0                | 1:1               |
| Francie      | ME 2024 | Osmifinále                  | 1. 7.  | Belgie      | 90               | 0                | 1:0               |
| Francie      | ME 2024 | Čtvrtfinále                 | 5. 7.  | Portugalsko | 120              | 0                | 0:0 (5:3 na pen.) |
| Francie      | ME 2024 | Semifinále                  | 9. 7.  | Španělsko   | 90               | 0                | 1:2               |

## Úspěchy

### Klubové
- vítěz francouzské ligy (1x)

Lille: 2020/21
- vítěz italské ligy (1x)

Milán: 2021/22
- vítěz italského superpoháru (1x)

Milán: 2024

### Reprezentační
- 2× na ME (2020, 2024 – bronz)
- 2× na lize národů UEFA (2020/21 – zlato, 2024/25 – bronz)

### Individuální
- Brankář roku Ligue 1: 2018/19[12]
- Jedenáctka sezóny Ligue 1: 2018/19[12]
- Brankář roku Serie A: 2021/22
- Jedenáctka sezóny Serie A: 2022, 2023